# ジュリアン・バーバー
ジュリアン・バーバー（Julian Barbour、1937年 - ）は、イギリスの物理学者であり、量子重力理論と科学史の専門家である。
1968年にケルン大学からアインシュタインの一般相対性理論の基礎に関する論文で博士号を取得した。バーバーは、自由な研究を望むために大学には籍をおかず、パートタイムの翻訳業で経済的な糧を得ながら、妻と3人の子供を養い、しかも優れた学術論文を発表した。約30年以上にわたり時間の研究を続け、その成果を科学雑誌ネイチャー等に30以上の科学論文を公表した。時間論においてユニークな理論を提唱しており、著書であるThe End of Time にて、宇宙には時間は存在しておらず、時間とはあくまで人類の感覚としての幻想だと主張した。彼はイングランドのバンバァリイ（Banbury）近郊に居を構えている。

## 単著
- 1999. The End of Time: The Next Revolution in our Understanding of the Universe. Oxford Univ. Press. ISBN 0-297-81985-2; ISBN 0-19-511729-8 (paperback: ISBN 0-7538-1020-4)
- 2001. The Discovery of Dynamics: A Study from a Machian Point of View of the Discovery and the Structure of Dynamical Theories. ISBN 0-19-513202-5
- 2006. Absolute or Relative Motion?. ISBN 0-19-513203-3. Paperback reprinting of The Discovery of Dynamics.

## 参考資料
- 時間を追いかけてきたジュリアン・バーバーという科学者
- バーバー博士の紹介